# Hans-Georg Jaunich
Hans-Georg Jaunich, född den 18 oktober 1951 i Schwaan, Tyskland, är en östtysk handbollsspelare.
Han tog OS-guld i herrarnas turnering i samband med de olympiska handbollstävlingarna 1980 i Moskva.